# Irena Sedlecká
Irena Sedlecká (Plzeň, 7 settembre 1928 – Londra, 4 agosto 2020) è stata una scultrice ceca membro del Royal Society of British Sculptors.

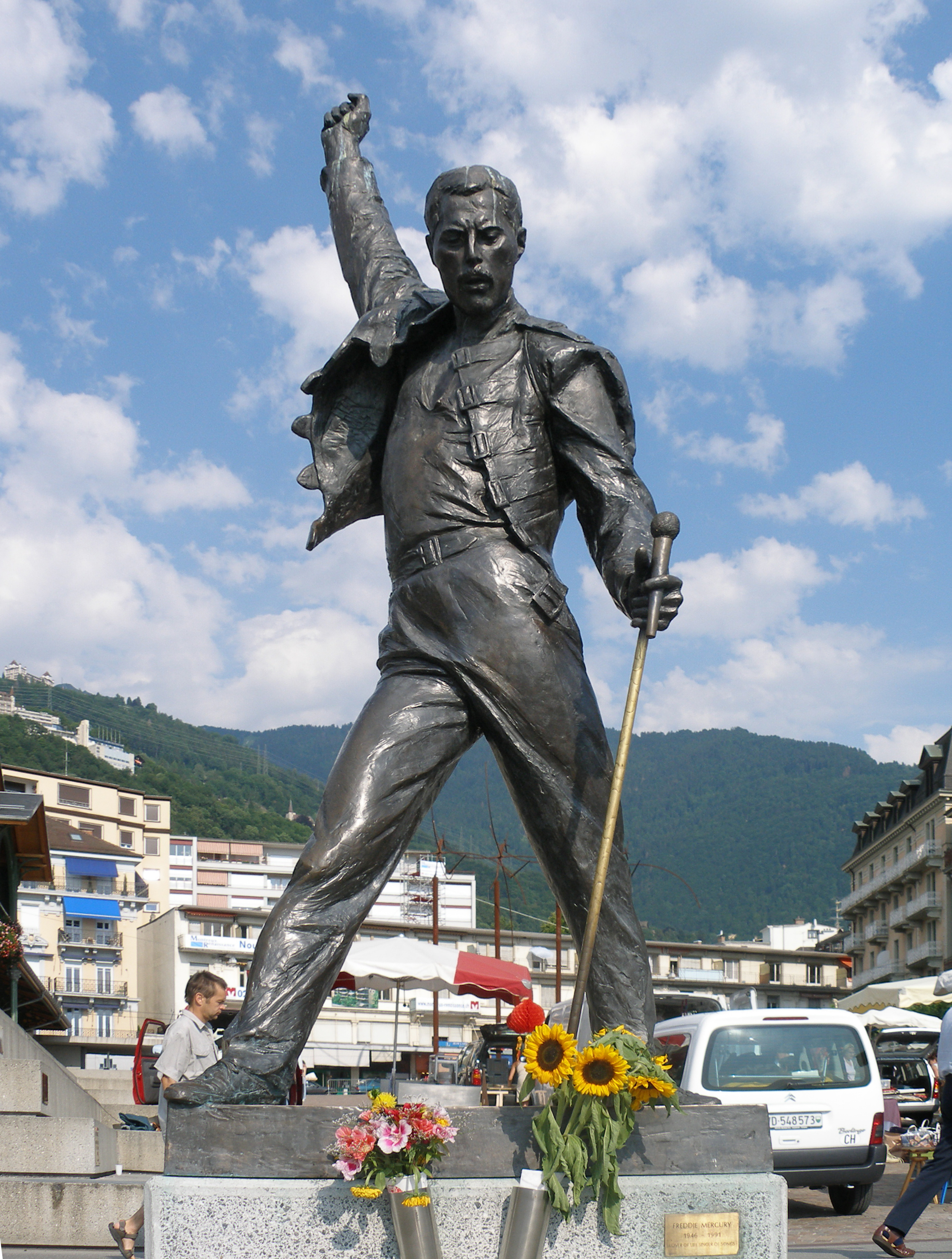
La statua di Freddie Mercury a Montreux

Dopo la formazione presso l'Accademia di Belle Arti di Praga, le fu assegnato il Premio Lenin per la scultura, prima di scappare dal regime comunista nel 1967 e giungere in Gran Bretagna. Ha creato nel corso della carriera numerose sculture e busti; tra gli altri, quelli di Freddie Mercury dei Queen e di Beau Brummell. Sposata più volte, ebbe come ultimo marito Franta Belsky, anch'egli scultore, deceduto nel 2000.
Il suo primo incarico privato nel Regno Unito risale al 1975, quando Kathleen Hunt di Walthamstow le commissionò una statua in resina di 70 cm della Madonna con Bambino. Da allora ha realizzato numerosi ritratti monumentali e busti, tra cui quello di Freddie Mercury dei Queen, ora a Montreux, in Svizzera; di Beau Brummell a Piccadilly, Londra; e molti altri in collezioni private. La sua statua di Mercury ha ispirato la grande scultura illuminata che domina la facciata del Dominion Theatre a Londra dal debutto del musical We Will Rock You nel maggio 2002.
I lavori a lei commissionati includono opere riguardanti Laurence Olivier, Donald Sinden, Paul Eddington, Richard Briers, Jimmy Edwards, Bobby Charlton, Lord Litchfield, Sir Frank Whittle. Nel agosto del 1992, il suo lavoro è stato esposto presso l'ambasciata ceca a Londra in una mostra dedicata all'opera di cinque importanti scultori cechi emigrati.
Alla fine del 2010, l'artista Alexandra Mir fece amicizia con Sedlecka. Una serie di interviste nella primavera successiva portò alla pubblicazione di una monografia sulla vita e l'opera di Sedlecka, con la proposta di riportare temporaneamente la statua, attualmente a Montreux, a Londra e posizionarla sul quarto plinto a Trafalgar Square.
Sedlecka è morta a Londra il 4 agosto 2020 all'età di 91 anni.